# Strażnica WOP Gronowo
Strażnica WOP Młoteczna/Gronowo – podstawowy pododdział graniczny Wojsk Ochrony Pogranicza.

## Formowanie i zmiany organizacyjne
Strażnica została sformowana w 1945 w strukturze 22 komendy odcinka Braniewo jako 107 strażnica WOP (Hemmersdorf) o stanie 56 żołnierzy. Kierownictwo strażnicy stanowili: komendant strażnicy, zastępca komendanta do spraw polityczno-wychowawczych i zastępca do spraw zwiadu. Strażnica składała się z dwóch drużyn strzeleckich, drużyny fizylierów, drużyny łączności i gospodarczej. Etat przewidywał także instruktora do tresury psów służbowych oraz instruktora sanitarnego.
W marcu 1947 strażnicę przeniesiono do Gronowa.
W maju 1952 strażnica wyszła z podporządkowania rozwiązywanego 191 batalionu WOP i weszła w struktury 192 batalionu WOP. Przejęła też odcinek rozformowanej strażnicy WOP nr 106 Frombork i celem należytego zabezpieczenia Zalewu Wiślanego, wystawiła placówkę w m. Pasarga.
Od 15 marca 1954 wprowadzono nową numerację strażnic. Strażnica II kategorii otrzymała numer 102.
Jesienią 1955 zlikwidowano sztab batalionu. Strażnica podporządkowana została bezpośrednio pod sztab brygady. W sztabie brygady wprowadzono stanowiska nieetatowych oficerów kierunkowych odpowiedzialnych za służbę graniczną strażnic.
W czerwcu 1956 rozwiązano strażnicę. Na jej bazie powstała 1 placówka WOP Gronowo kategorii „B”.

## Ochrona granicy
Strażnice sąsiednie:
106 strażnica WOP Frauenberg ⇔ 108 strażnica WOP Eisenberg – 1946

## Dowódcy strażnicy
- por. Józef Dudzik (był 10.1946)[b].
- por. Tadeusz Dąbrowski (?-1948)
- ppor. Kazimierz Zapolski (?-1951)
- sierż. Jan Krupa (był w 1951)
- ppor. Władysław Nowak (1951-był w 1953)